# David Bisconti
David Bisconti (født 22. september 1968) er en tidligere argentinsk fodboldspiller.

## Argentinas fodboldlandshold
| Argentinas landshold | Argentinas landshold | Argentinas landshold |
| År                   | Kmp                  | Mål                  |
| -------------------- | -------------------- | -------------------- |
| 1991                 | 5                    | 1                    |
| Total                | 5                    | 1                    |